# Zale smithi
Zale smithi är en fjärilsart som beskrevs av Haimbach 1928. Zale smithi ingår i släktet Zale och familjen nattflyn. Inga underarter finns listade i Catalogue of Life.